# Asthenodipsas malaccanus
Asthenodipsas malaccanus — вид неотруйної змії родини Pareatidae.

## Розповсюдження
Вид поширений в Індонезії (Суматра, Калімантан, Ментавайські острови), Малайзії та Таїланді.